# Echinophyllia echinata
Echinophyllia echinata is een rifkoralensoort uit de familie van de Lobophylliidae. De wetenschappelijke naam van de soort is voor het eerst geldig gepubliceerd in 1871 door Saville-Kent.